# یواس‌اس تینوزا (اس‌اس-۲۸۳)
یواس‌اس تینوزا (اس‌اس-۲۸۳) (به انگلیسی: USS Tinosa (SS-283)) یک زیردریایی است که طول آن ۳۱۱ فوت ۹ اینچ (۹۵٫۰۲ متر) می‌باشد. این زیردریایی در سال ۱۹۴۲ ساخته شد.